# تن روهوراتر دوم
تن روهوراتر دوم به احتمال بسیار زیاد با هشتمین فرمانروای سیماشکی هم نام بوده‌است.
هنگامی که ایندتّو-اینشوشینک در سال ۱۹۷۰ پیش از میلاد بر تخت نشست پسرش تن-روهوراتر را به حکمرانی شوش نشاند. همچنین مکوبی، دختر بیلالاما،  را به همسری تن روهراتیر دوم درآورد و از این جهت هم نام‌اند. تن روهوراتر دوم فقط از روی مهری استوانه‌ای که در پژوهش‌های سبک شناختی، آن را مربوط به سدۀ پانزدهم پیش از میلاد می‌دانند، در مجموعه‌ای خصوصی شناخته شده‌است و کتیبۀ روی آن را از این لحاظ که او را پادشاه شوش و انزان می‌خوانند، شباهت زیادی به متن مهر کیدینو دارد. تاکنون اثر تن روهوراتیر دوم قدیمی‌ترین گواه استفاده از نشانۀ ESSANA برای واژه شرّو به معنی شاه بوده‌است.